# チャバリ宮殿
チャバリ宮殿（チャバリきゅうでん、スペイン語: Palacio Chavarri）は、スペイン・バスク自治州・ビスカヤ県・ビルバオにあるフランドル様式の建築物。

## 歴史
1888年、資本家のビクトル・チャバリとその弟の住居として建設された。建築家のポール・アンカールが設計を担当し、その様式はルネサンス期にフランドル地方のアントウェルペンやブルッヘ（いずれも現ベルギー）に建設された宮殿（パレス）に似通っている。チャバリの名前はビクトル・チャバリ通りなどにも残っている。最大の特徴は、同種の窓を持つ建築物が存在しないことである。1943年からはビスカヤ県におけるスペイン政府の庁舎として使用されている。

## 地理
ビルバオの中心的な広場であるモジュア広場周辺でもっとも目立つ建築物である。ビルバオ・グッゲンハイム美術館などに近く、最寄駅はビルバオ・メトロ L-1、L-2のモジュア駅である。近隣にはカールトン・ホテルなどが存在する。

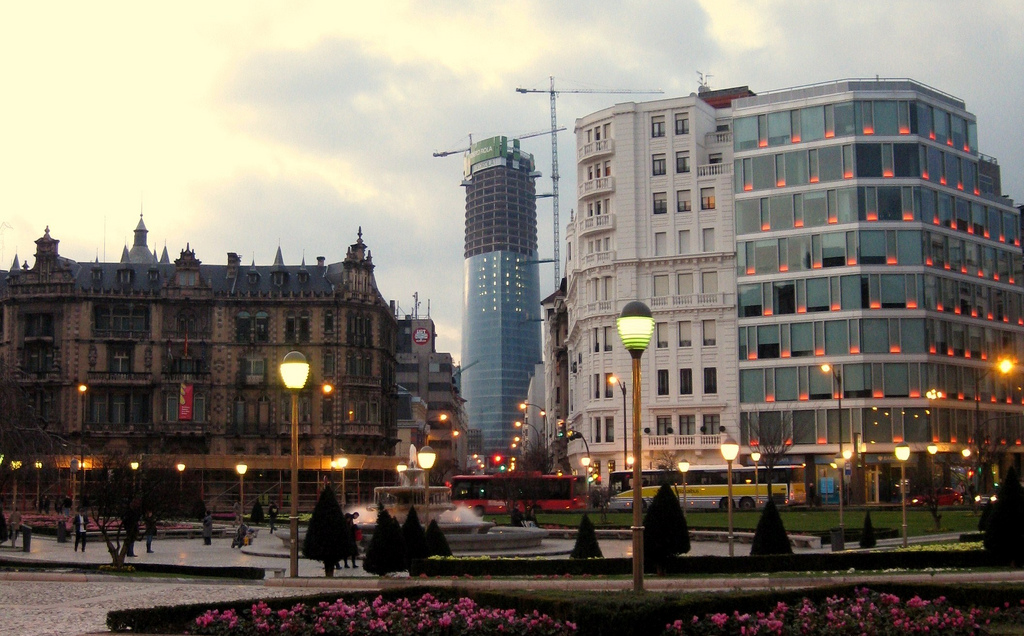
モジュア広場（手前）、チャバリ宮殿（左）、イベルドローラ・タワー（中央奥）
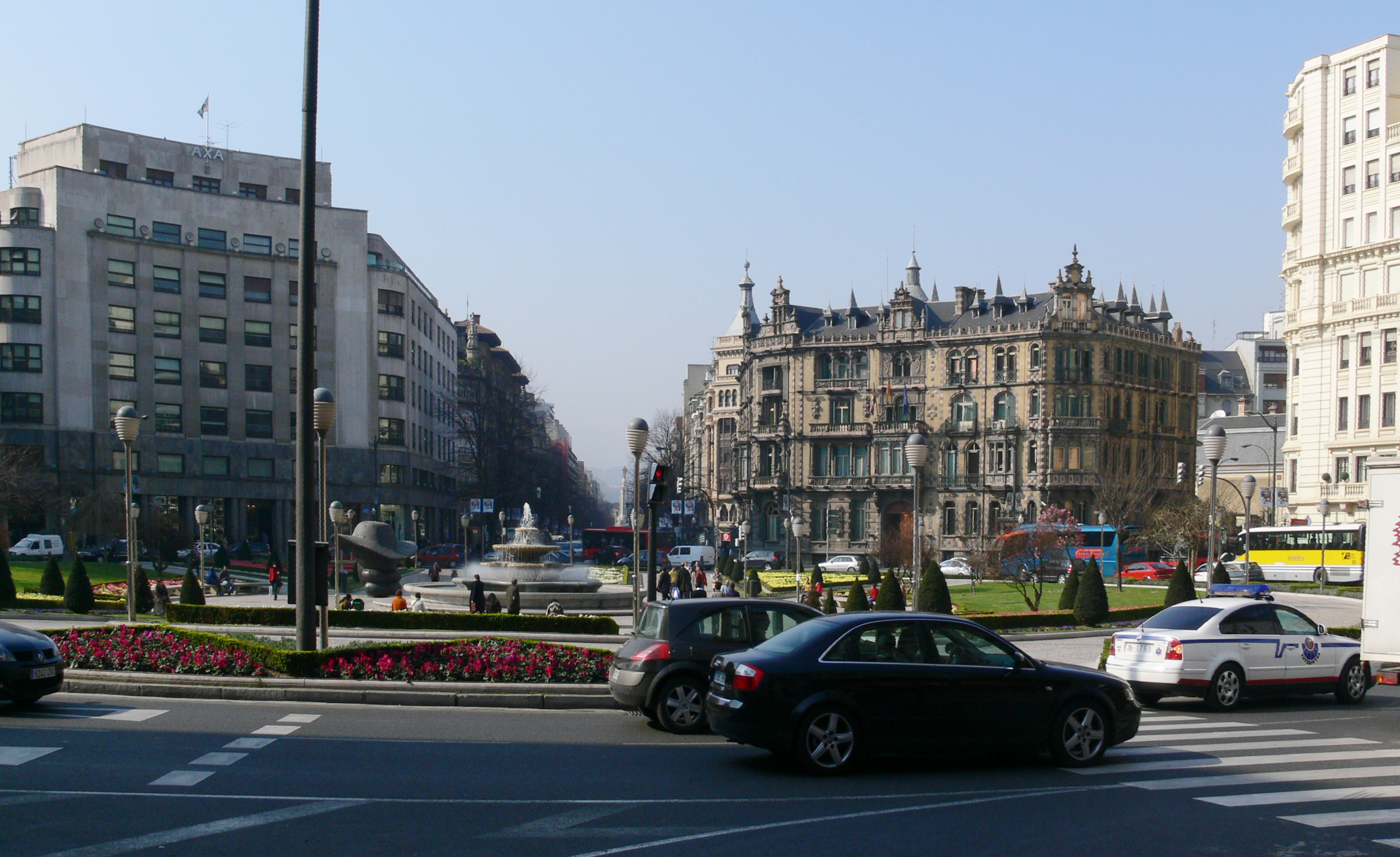
モジュア広場（手前）、チャバリ宮殿（右奥）